# РГД-33
РГД-33 (Ручна граната Дьяконова зразка 1933 року, рос. Ручная Граната Дьяконова обр. 1933 года) — радянська ручна осколкова протипіхотна дистанційна наступально-оборонна граната РГД-33 розроблена в 1933 році конструктором Дьяконовим на основі наступальної гранати зразка 1914/30 років («пляшкової бомби»).
Перебувала на озброєнні Радянської армії з 1933 року до 1942 року (значні запаси гранат були використані в 1941 році на початку німецько-радянської війни), коли вона була замінена простішою й дешевшою у виробництві РГ-42.

## Конструкція
РГД-33 виготовлялися штампуванням з листової сталі. Споряджалися литим і пресованим тротилом, в роки німецько-радянської війни споряджалася різними сурогатами (наприклад амоналом). Дальність розльоту осколків корпусу — 15 метрів, оборонного чохла — близько 30 метрів. При вибуху гранати з «кожухом» утворюється до 2400 осколків. Окремі осколки (деталі рукоятки, ударно-спускового механізму) можуть летіти на дальність до 100 метрів. РГД-33 випускалася різноманітними заводами, майстернями тощо. Ці екземпляри могли мати відхилення за формою і розмірами. Наприклад, під час оборони Севастополя в місті вироблялись гранати, поверх заряду яких замість стрічки з осколковою нарізкою намотувався сталевий дріт.

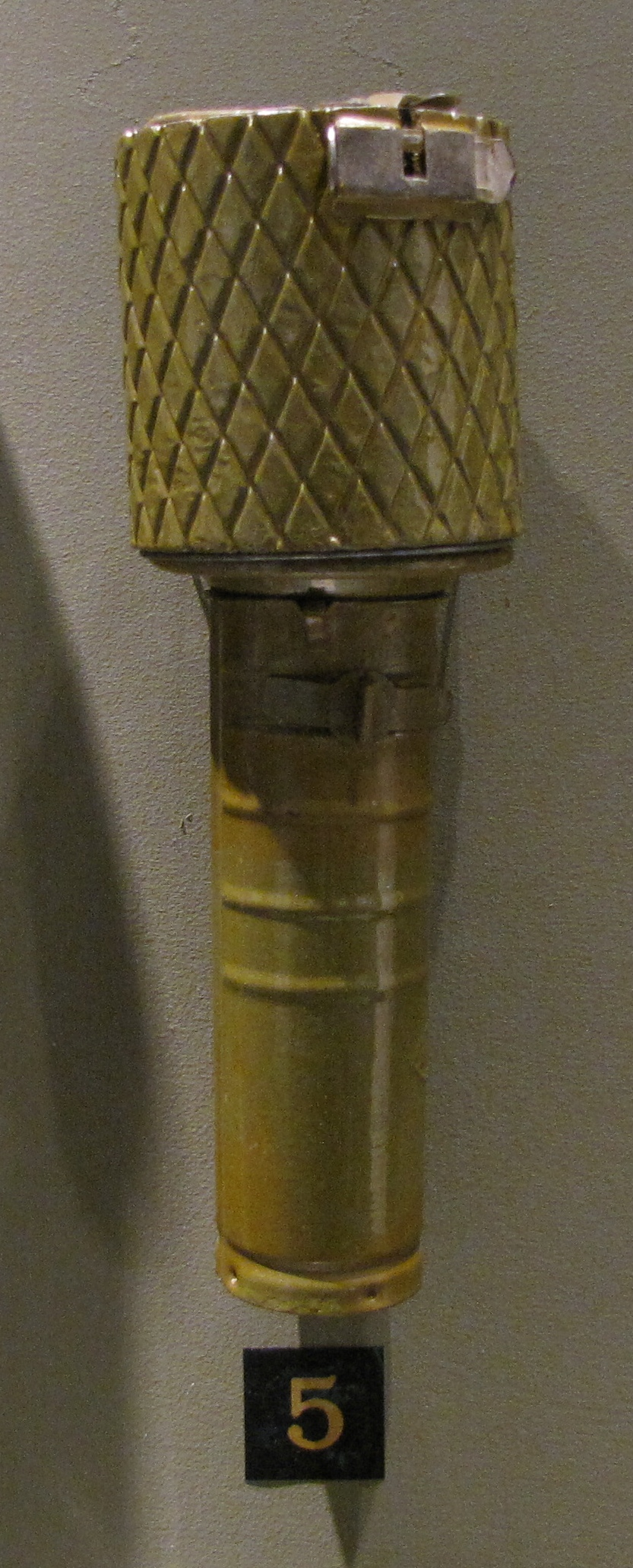
РГД-33 в оборонному кожусі

Граната постачалася у війська в розібраному вигляді — окремо в ящиках лежали рукоятки з вмонтованими в них ударно-спусковим механізмом, окремо корпуси з зарядом вибухової речовини і окремо запал. При отриманні гранати на руки солдат прикручував рукоятку до корпусу (після цього рукоятку від гранати відокремити ставало неможливим) і складав у сумку для гранат. Запал боєць зберігав окремо.
При підготовці гранати до бою необхідно було посунути запобіжну чеку вліво і, утримуючи гранату за корпус лівою рукою, потягнути правою рукою зовнішню трубку рукоятки на себе і повернути вправо, звести ударник, і відпустити. Потім слід було посунути запобіжну чеку на рукоятці вправо так, щоб чека закрила собою червону крапку на рукоятці. Граната стає на запобіжний звід. Потім слід було відкрити отвір у верхній частині корпусу, опустити туди запал і знову закрити його. З цього моменту граната була готова до застосування.
Для застосування гранати необхідно було посунути вліво запобіжну чеку так, щоб знову відкрилася червона крапка на рукоятці. Після цього граната кидалась у ціль. При бажанні чеку можна було знову посунути на запобіжний звід.
Граната мала цікаву систему запобігання — при кидку спрацьовував інерційний механізм, який змушував ударник наколоти капсуль і через 3,5-4 сек відбувався вибух. Якщо кидка не було, то граната залишалася на бойовому зводі.
Потужний заряд вибухової речовини забезпечував гранаті хорошу фугасну і осколкову дію. Проте підготовка гранати до застосування вимагала виконання занадто багатьох дій. В умовах воєнного часу, коли значна частина бійців не була належним чином навчена, застосування гранати РГД-33 становило для них значні труднощі. Крім того, іноді потрібно підірвати гранату без кидка, наприклад, засовуючи її в оборонну споруду противника, в люк танка тощо. РГД-33 цього не дозволяла, тому для спрацьовування ударника був потрібний енергійний кидок. Складність ударно-спускового механізму, який вимагав кваліфікованих робітників, точної обробки деталей не дозволяла налагодити масове виробництво гранат у воєнний час.
В інструкції 1938 року для стрільців давалась порада використовувати зв'язку з трьох-п'яти гранат як протитанкову. Однак така зв'язка при великій вазі (1800 - 3000 гр.) мала явно недостатній заряд вибухової речовини (600—1000 гр.) для того, щоб вразити танк. Вибух зв'язки на даху танка рідко заподіював йому істотної шкоди. Вгадати ж момент кидка для вибуху зв'язки під гусеницею було нереально. Пляшки з бензином або з самозаймистою рідиною були ефективнішими, тому що палаючий бензин, який затікав всередину танка, міг спричинити в ньому пожежу.

## Оператори
- СРСР — до початку Другої світової війни РГД-33 була наймасовішою гранатою Червоної армії. Проте в 1942 році їх виробництво було припинено через складність виробництва в воєнний час.
- Третій Райх — трофейні РГД-33 перебували на озброєнні Вермахту під назвою Handgranate 337 (r).